# 포수경
포수경(蒲壽庚, 1245년 ~ 1284년)은 푸젠성 취안저우를 중심으로 남해 무역으로 세력을 떨친 색목인 호족이다. 호는 해운(海雲)이고 종교는 이슬람교. 중국 남송 말에서 원나라 초기까지 푸젠성에서 해상무역으로 세력을 떨친 호족이며 선조는 아라비아인으로 6대조가 북송 신종 때 정계에 진출한 이래 명문가가 되었다. 아버지인 포개종(蒲開宗) 때 푸젠성 남동부 취안저우 시로 이주, 1250년, 1274년 형인 포수성과 해적을 토벌, 평정하여 제거시박(提擧市舶), 민광초무사(閩廣招撫使)로 등용되었고, 이후 30년 동안 남해무역으로 부를 축적했다. 중국 내외무역의 대표적 인물이다. 1276년에 바얀에 포섭되어 원을 섬기기 시작했고, 1278년에 복건행성의 중서좌승이 되었다.